# جون كيم (ملحن)
جون كيم (بالإنجليزية: George Han Kim)‏ هو منتج أسطوانات ومغني وملحن أمريكي، ولد في 27 مارس 1973 في أتلانتا في الولايات المتحدة.

## وصلات خارجية
- جون كيم على موقع ميوزك برينز (الإنجليزية)